# Aker Peaks
Die Aker Peaks sind eine Gruppe von bis zu 1800 m hohen Berggipfeln im ostantarktischen Enderbyland. Sie erstrecken sich 6,5 km westlich der Nicholas Range und 48 km westnordwestlich der Edward-VIII-Bucht über eine Länge von 14,5 km in nordwest-südöstlicher Ausrichtung.
Entdeckt wurden sie am 14. Januar 1831 vom norwegischen Walfänger Otto Borchgrevink, der sie nach dem Bauernhof des Walfangunternehmers Svend Foyn Bruun (1883–1956) in Tønsberg benannte.